# Morciré Sylla
Pour les articles homonymes, voir Sylla (homonymie).
Morciré Sylla, né le 3 mars 1948  ou le 22 septembre 1948  et mort le 12 août 2005, est un footballeur guinéen des années 1960 et 1970. Il évoluait au poste d'attaquant.

## Biographie
Joueur de l'Hafia FC, il est international guinéen et participe aux JO de 1968, sans toutefois entrer en jeu sur le terrain ; il est le porte-drapeau de la délégation guinéenne lors de ces Jeux. 
Il dispute ensuite la CAN 1974, où il inscrit un doublé contre l'île Maurice, son équipe étant éliminée au premier tour. Il joue également la CAN 1976, où il termine deuxième, inscrivant un but contre l’Égypte.
Pour finir, il prend part aux qualifications pour la Coupe du monde 1978, jouant un total de six matchs.